# Erodium telavivense
Erodium telavivense (hebrejsky: מקור-חסידה תל-אביבי, doslova „pumpava telavivská“, anglicky: Tel Aviv Stork's-bill) je rostlina z rodu pumpava z čeledi kakostovitých. Je jednou z izraelských endemitních rostlin. Jde o jednoletou efemerní rostlinu se složenými, střídavými, zpeřenými a pilovitými listy. Kvete v březnu až dubnu a má růžové až fialové květy tvořené pěti drobnými kališními a pěti většími korunními lístky. Její habitat jsou středomořské lesy s písčitou půdou. Roste například v oblasti izraelské pobřežní planiny.